# Brebornica
Brebornica – wieś w Chorwacji, w żupanii karlowackiej, w gminie Krnjak. W 2011 roku liczyła 63 mieszkańców.